# FSC (autofabrikant)
FSC of Fabryka Samochodów Ciężarowych (Fabriek voor vrachtwagens) uit Lublin was van 1948 tot 2007 een vrachtwagenfabrikant uit Polen. De fabriek produceerde voornamelijk vrachtauto's en speciale voertuigen voor brandweer en militair gebruik en was een van de grootste vrachtautofabrikanten van Polen samen met de Star fabriek in Starachowice en de Jelcz fabriek in de plaats Jelcz-Laskowice. Jelcz bouwde ook bussen.
In 2008 werden de resterende delen van de fabriek ondergebracht in een toeleveringsfabriek voor auto-onderdelen en de voor de Honker relevante bedrijfsdelen aan DZT Tymińscy verkocht. De fabriek in zijn oorspronkelijke vorm hield daarmee op te bestaan.

## Geschiedenis
Bij het verenigen van de Poolse Socialistische Partij (PPS) en de Poolse Arbeiderspartij (PPR) tot de Poolse Verenigde Arbeiderspartij (PZPR) in 1948 moest onder druk van Jozef Stalin worden gewerkt aan economische hervorming en een snelle opbouw van de zware industrie. Besloten werd om de door Lilpop, Rau i Loewenstein opgerichte en in de Tweede Wereldoorlog gedeeltelijk vernietigde fabriekshallen gereed te maken voor de jaarlijkse productie van ongeveer 10.000 motoren en overige aandrijvings-, besturings- en koppelingssystemen voor binnenlands gebruik. De voor die tijd moderne productiefaciliteit werd met een licentie uit de Sovjet-Unie opgezet. De productie begon op 7 november 1951, onder toezicht van de Sovjet-Unie, op de 34e verjaardag van de Oktoberrevolutie.
Geproduceerd werden in het begin Warszawa M20-motoren voor de autofabrikant FSO, evenals 2,8 ton vrachtwagens met open laadbak genaamd Lublin-51 (een licentiebouw van de GAZ-51) die voor taxigebruik met dieselmotoren of een houtvergasser werden uitgerust. In die tijd was er in Polen bij gebrek aan functionerend openbaar vervoer nog behoefte aan particuliere taxibusondernemingen. Tot 1958 werden er 17.840 voertuigen geproduceerd met benzinemotor in licentiebouw, daarna ging men er tot 22 juli 1952 stapsgewijs toe over alle delen zelf te maken. De bouw van meer productieplaatsen volgde, tot 1959. In een nieuwe fabriekshal startte ten slotte ook de productie van banden en velgen.
Na een mislukte poging om de Lublin-51 naar andere Oostbloklanden te exporteren begon in 1959 de productie van de FSC Żuk-serie (2,5 ton tot 3,5 ton). In de jaren 60 van de twintigste eeuw produceerde men ook gepantserde varianten voor het leger onder de naam SKOT. De Żuk kon succesvol geëxporteerd worden, naast de socialistische landen deels ook naar Arabische landen zoals Egypte. Onderdelen en elementen werden geleverd aan de coöperatieve autofabrieken in Warschau, Starachowice en Bielsko-Biała. Vanaf 1973 werden auto's voor de landbouw, waaronder terreinauto's, in licentie van FSR Tarpan uit Poznań geproduceerd.
In 1975 kreeg de fabriek in Lublin de Orde van de Arbeid uit handen van de Eerste Secretaris van de PZPR Edward Gierek voor de "modernisering van de economie" en in de daaropvolgende jaren onderscheidingen van in totaal vijf Poolse Minister-presidenten. De fabriek kon zich echter niet loskoppelen van de economische neergang, een omvangrijke en redelijke modernisering van de productiefaciliteiten was om economische redenen niet mogelijk.

## Geschiedenis na het socialisme
Sinds 1993 werden door FSC naast zelf ontwikkelde modellen in het kader van verschillende joint-ventures en andere deelnemingen de volgende automodellen gebouwd:

### Peugeot
In 1993 kwam een joint-venture met Peugeot tot stand, die van 1993 tot 1995 het model Peugeot 405 bouwde (3802 stuks voor de Poolse markt). Daarna werd het staatsbedrijf aan Daewoo verkocht.

### Lublin
Als directe opvolger van de vroegere FSC Żuk-modellen werd de FSC Lublin na de overname van de fabriek door Daewoo geproduceerd van oktober 1993 tot 2007.

### Daewoo
In 1995 werd de meerderheid van de aandelen door Daewoo overgenomen en ging de fabriek verder als onderdeel van Daewoo Motor Polska. De andere aandelen gingen naar de Britse firma LDV. Samen met een Brits ontwerpbureau begonnen de werkzaamheden aan de opvolger van de Lublin, waarvan een prototype LD 100 verscheen, later gepresenteerd als LDV Maxus. Gemonteerd werden in Lublin de Daewoo Nexia (tot 1998) en de SsangYong-modellen Musso en Korando (tot 2000 of 2001). In 2001 ging de onderneming failliet.

### Andoria
Van 2002 tot 2003 nam de motorenfabrikant Andoria de faillissementsboedel over en verkocht het kort daarna aan het Brits-Russische consortium Intrall.

### Intrall
Na het einde van Daewoo op de Poolse markt in 2001 nam Andoria de fabriek over. De uitontwikkelde plannen van de Maxus moesten als schuldregeling verkocht worden. Van 2003 tot 2007 heette de onderneming Intrall Polska en behoorde tot de Russisch-Engelse Intrall-groep. Een door Poolse en Russische ingenieurs ontwikkeld prototype werd onder de merknaam Intrall Polska in september 2006 gepresenteerd, de productie begon in het tweede kwartaal van 2007 maar duurde slechts een paar weken, onder meer doordat de Euro4-uitlaatgasnorm niet gehaald werd. In 2007 werkten er ongeveer 500 mensen. Geproduceerd werden de modellen Lublin II en III. Ontwikkeld werd verder de Zuk Lubo (bus en bestelauto), die echter niet meer zou verschijnen. Op 15 oktober 2007 werd Intrall Polska failliet verklaard.

### Honker
Sinds 1998 werd de Honker als opvolger van de FSR Tarpan geproduceerd, die ook door het Poolse leger wordt gebruikt. FSC is een van de meerdere fabrikanten die verschillende modellen van de Honker gebouwd hebben. Daewoo produceerde de Honker ook, vanaf 1999 werd deze verkocht als Daewoo.
Uit de faillissementsboedel konden twee navolgende ondernemingen worden opgebouwd. Een onderneming richtte zich op de productie van auto-onderdelen, met name banden en velgen voor Fiat Auto Poland en andere fabrikanten. Vanaf april 2008 werd de productie van de modellen Honker en Lublin voorbereid. De huidige navolger werd in 2008/2009 uit de faillissementsboedel van Intrall opgericht, toen de productiefaciliteiten van de Poolse onderneming DZT Tymińscy opgekocht werden. Sinds 2012 heet de firma Fabryka Samochodów Honker en produceert sindsdien terrein- en bestelwagens.

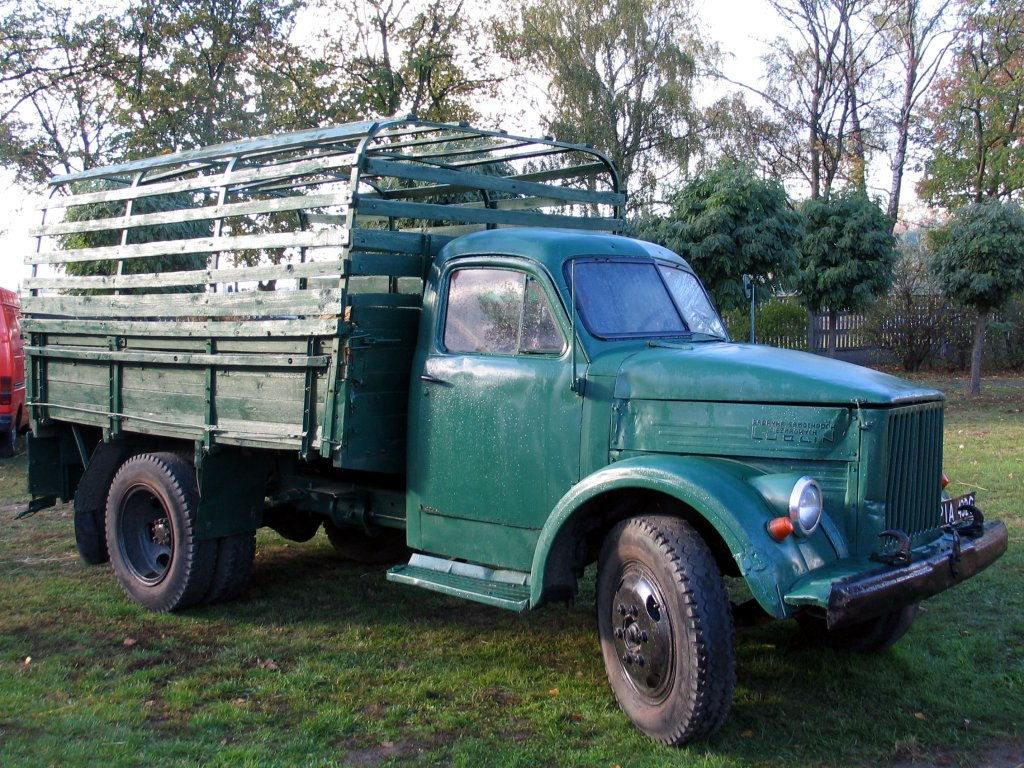
Lublin-51
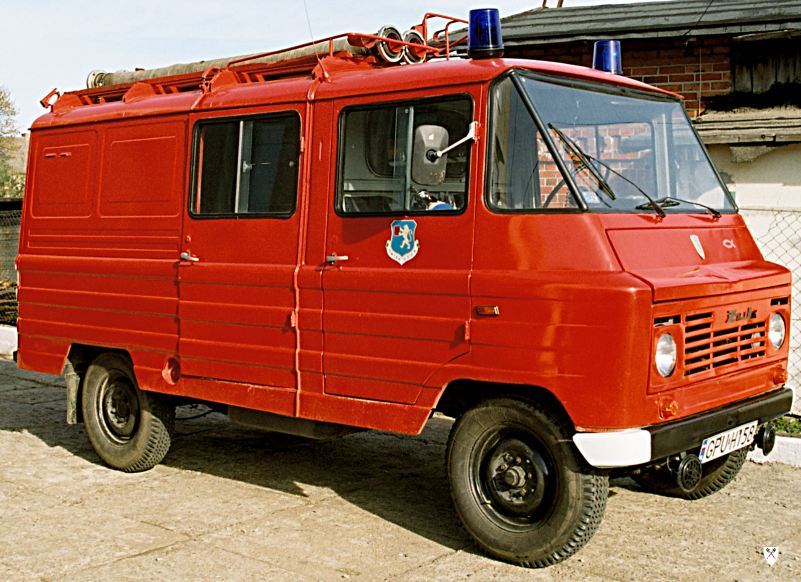
FSC Żuk brandweerwagen
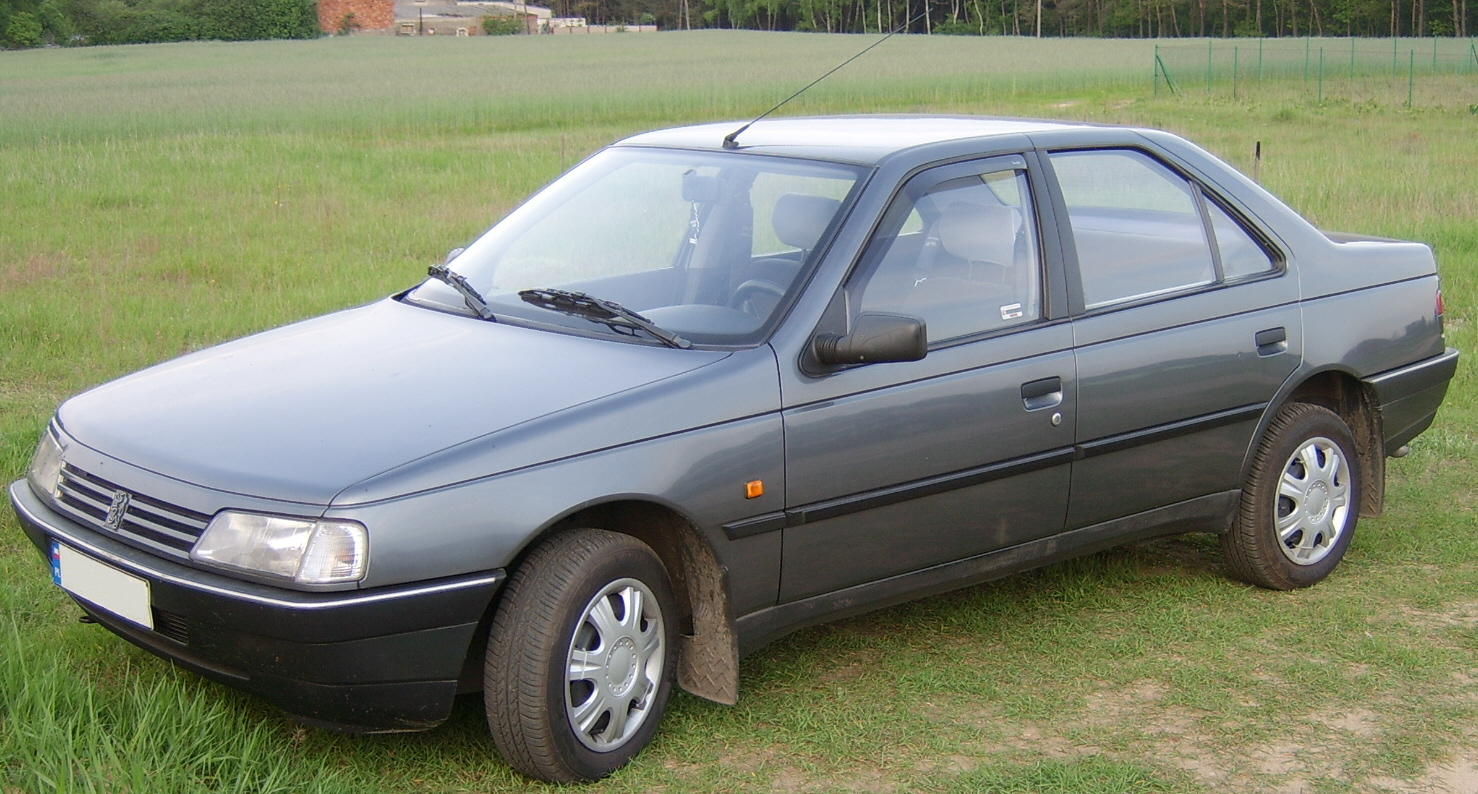
Peugeot 405
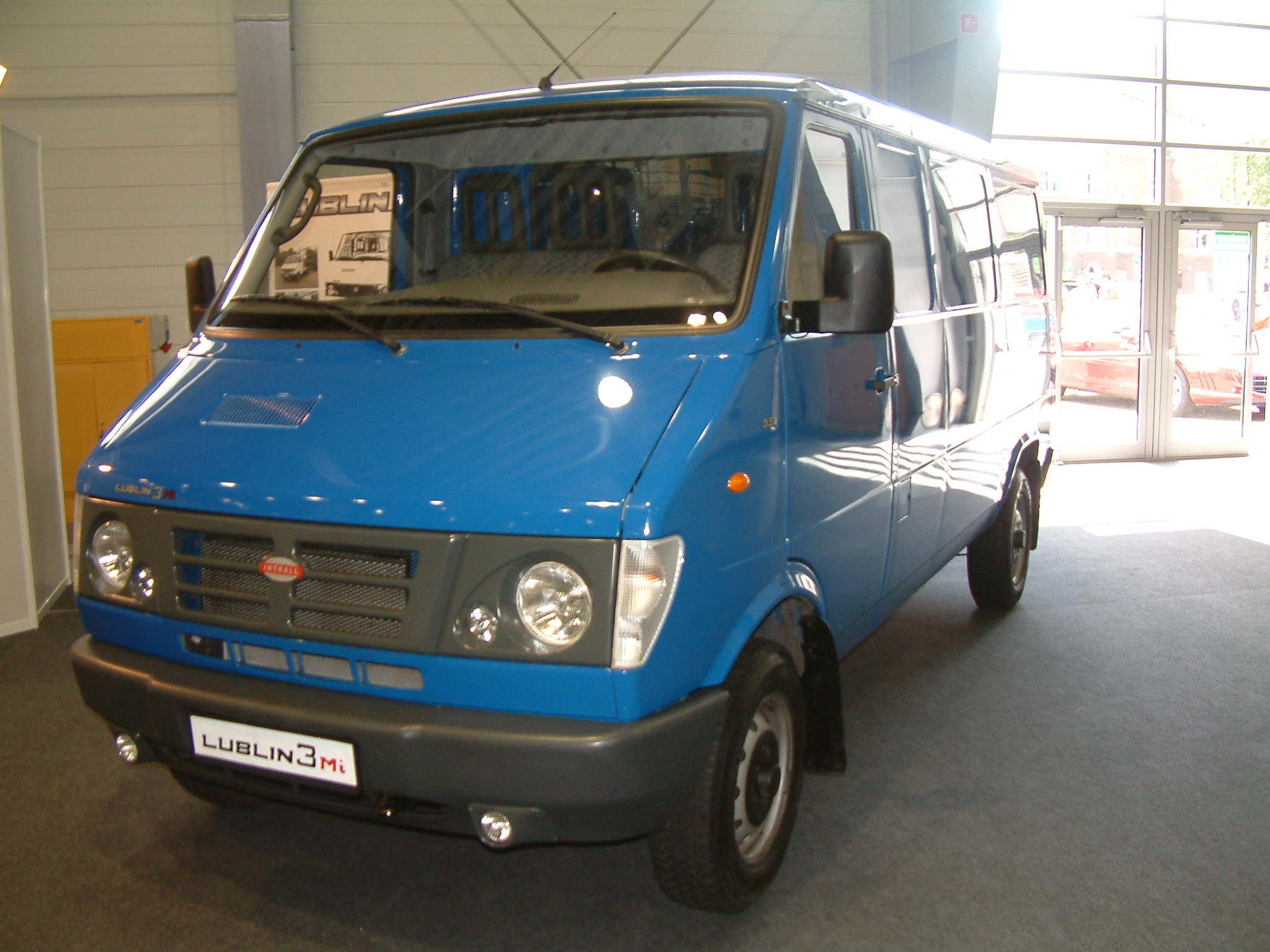
Lublin III
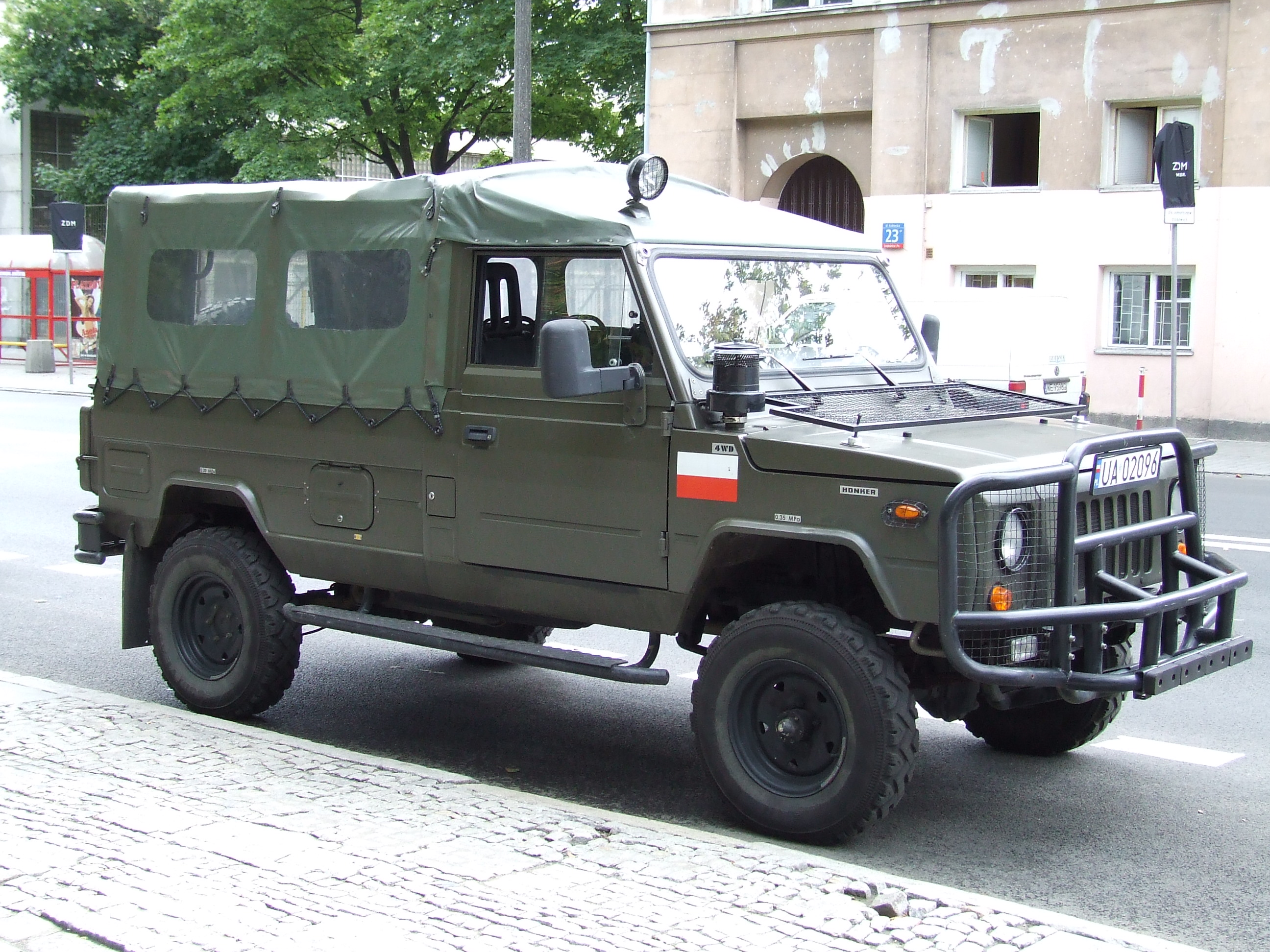
Daewoo Honker legervoertuig in Warschau (2006)

- Library of Congress Control Number: n2010062968
- Virtual International Authority File: 145663379